# Carlo Giuseppe Maria Sappa de' Milanesi
Carlo Giuseppe Maria Sappa de' Milanesi (Alessandria, 22 agosto 1758 – Alessandria, 25 dicembre 1834) è stato un vescovo cattolico italiano, vescovo della diocesi di Acqui dal 1817 alla morte.

## Biografia
Carlo Giuseppe Maria Sappa de' Milanesi nacque il 22 agosto 1758 ad Alessandria in una famiglia, quella dei de' Milanesi, parte del patriziato cittadino: suo padre Alessandro fu un poeta mentre la madre faceva parte del nobile casato dei Faà di Bruno ed era sorella del beato Francesco.
Mandato in giovane età a studiare a Torino e lì laureato a 21 anni in utroque iure venne nominato da re Vittorio Amedeo III di Savoia elemosiniere di corte prima che questo ufficio fosse sospeso dalle norme della costituzione repubblicana.
Il 1º ottobre 1817 de' Milanesi veniva presentato da papa Pio VII come vescovo di Acqui dopo otto anni di vacanza dalla morte del suo predecessore Luigi Antonio Arrighi de Casanova; durante la vacanza la diocesi era stata retta dal vicario capitolare Giovanni Francesco Toppia che non era mai stato né preconizzato né consacrato per via dei problemi politici tra il papa e l'imperatore dei francesi Napoleone, situazione che cambiò solo a partire dal 1817 quando Sappa de' Milanesi venne destinato alla cattedra vescovile acquese con Toppia indirizzato a quella di Vigevano per la quale verrà consacrato vescovo dallo stesso Sappa de' Milanesi il 2 agosto 1818. 
Una volta preconizzato vescovo ricevette la consacrazione episcopale il 7 dicembre a Roma dal cardinale Giuseppe Morozzo Della Rocca ed entrò solennemente nella sua diocesi il 22 novembre. 
L'11 luglio 1819 cominciò la propria visita pastorale alle parrocchie della diocesi, visita che però non potrà mai portare a compimento a causa sia dell'instabilità politica causata dai moti del 1820-1821 - di questo periodo una ferma critica del vescovo alle società segrete - che dalle sue precarie condizioni di salute che gli impedirono di visitare quei paesi dove si poteva giungere solo a piedi o a cavallo.
Nel 1823 pose una statua della Madonna nel santuario di Nostra Signora delle Rocche che volle rendere centro mariano della diocesi, sostituendo il santuario del Todocco che dal 1817 era passato sotto la giurisdizione della diocesi di Alba.
Sempre per sua decisione nel 1824 tornarono nella chiesa di San Francesco i frati minori conventuali.
Consigliere di casa Savoia, nel 1831 fu chiamato a Torino insieme a molti alti prelati per il matrimonio della principessa Maria Anna di Savoia e il re Carlo Felice volle che proprio benedicesse la coppia.
Verso metà di dicembre del 1834 si recò ad Alessandria per fare visita al fratello che si trovava in punto di morte. Forse a causa del viaggio anche sue le condizioni si aggravarono fino a portarlo alla morte il 25 dicembre 1834. I funerali furono celebrati il 30 dicembre dal vescovo di Alessandria e il corpo fu tumulato nella cattedrale di Acqui nella cappella dedicata a San Carlo, che aveva fatto ristrutturare poco tempo prima con una sua donazione.

## Genealogia episcopale e successione apostolica
La genealogia episcopale è:
- Cardinale Scipione Rebiba
- Cardinale Giulio Antonio Santori
- Cardinale Girolamo Bernerio, O.P.
- Arcivescovo Galeazzo Sanvitale
- Cardinale Ludovico Ludovisi
- Cardinale Luigi Caetani
- Cardinale Ulderico Carpegna

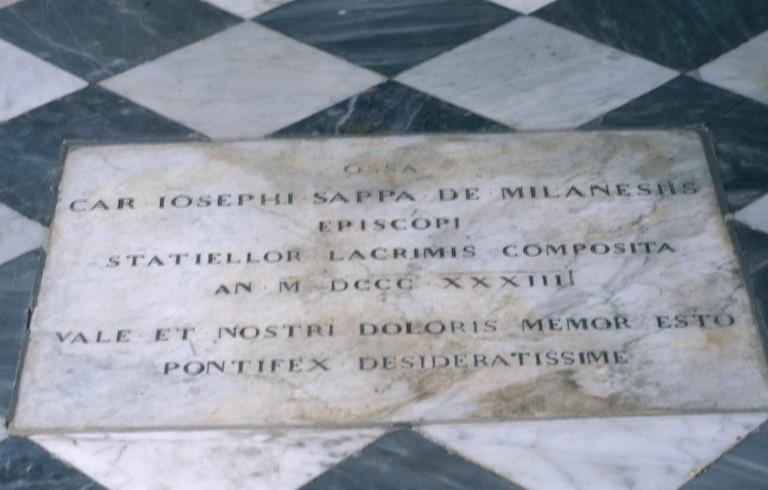
Lapide del vescovo Sappa de' Milanesi messa a disposizione dal [https://www.beweb.chiesacattolica.it/benistorici/bene/2118966/Produzione+locale+%281834%29%2C+Lapide+sepolcrale+del+Vescovo+Sappa#action=ricerca%2Frisultati&view=griglia&locale=it&ordine=&ambito=XD&liberadescr=sappa+acqui&liberaluogo=&highlight=Sappa portale beweb

- Cardinale Paluzzo Paluzzi Altieri degli Albertoni
- Papa Benedetto XIII
- Papa Benedetto XIV
- Papa Clemente XIII
- Cardinale Giovanni Francesco Albani
- Cardinale Leonardo Antonelli
- Cardinale Giuseppe Morozzo Della Rocca
- Vescovo Carlo Giuseppe Maria Sappa de' Milanesi

La successione apostolica è:
- Vescovo Giovanni Francesco Toppia (1818)